# Nationell minoritet
Nationell minoritet eller minoritetsfolk kallas de etniska minoriteter som har en långvarig språk- och kulturgemenskap innanför den nationella gemenskapen, vanligen längre än hundra år (eller fyra generationer). Enligt internationella konventioner, ILO:s konvention nr 169 och Europarådets ramkonvention om skydd för nationella minoriteter och minoritetsspråk, har sådana minoriteter rätt till skydd och stöd för att bevara och utveckla sitt språk och sin kultur. Konventionerna är resultat av en rad olika faktorer. Bland annat finns det stora språkgrupper inom EU som inte har rätt att använda sina språk i EU, till exempel katalanskan med sina cirka 6 miljoner talare. Europaparlamentet har tagit en rad resolutioner som lett till att Europarådet utarbetat två konventioner som berör minoritetsgrupper inom EU och medlemmar av Europarådet. FN:s ILO-konvention är resultat av ett flera decennier långt arbete för att främja urbefolkningars sociala och ekonomiska situation.
Man bör skilja mellan urbefolkning, nationell minoritet, minoritetsspråk och invandrare i modern tid. De nationella minoriteterna är ofta en ursprungsbefolkning i landet, men har inte erhållit urbefolkningsstatus, utan är kategoriserade som minoritetsbefolkning inom en nation. I Europa räknar man även med romer och judar, som invandrat för hundratals år sedan. Dessa skiljs från så kallade invandrade minoriteter, som utgör en etnisk grupp men vars språk och kultur inte har den historiska hemortsrätten i landet.

## Nationella minoriteter i Norden
I Norden finner man flera officiellt erkända nationella minoriteter: Sverigefinnar, tornedalingar i Sverige, tyskar i Danmark, kväner i Nordnorge, finlandssvenskar, ålänningar, tatarer, och ryssar i Finland, liksom samer i såväl Norge, Sverige som Finland. Alla dessa definieras och har sin status och rätt lagfäst på olika sätt, ibland på språkliga, ibland geografiska grunder. Romer och judar har nationell minoritetsstatus i Norge, Sverige och Finland.[källa behövs]

### Sverige
Sveriges riksdag beslöt 1999, mot bakgrund av Europarådets konvention, att erkänna samer, sverigefinnar, tornedalingar, judar och romer som nationella minoriteter i Sverige. I en andra konvention blev samiska, finska, meänkieli, romani chib och jiddisch erkända som officiella minoritetsspråk i Sverige, med motiveringen att dessa har en historiskt förankrad hemortsrätt i Sverige. De territoriella språken samiska, meänkieli och finska har ett starkare skydd än de icke-territoriella språken romani chib och jiddisch. I Sverige är samiska territoriellt språk i 25 kommuner,  meänkieli i 9 kommuner och finska i 66 kommuner.
Konventionerna medför olika skyldigheter för myndigheter. Dessutom har SVT och SR skyldighet att sända program på dessa språk. Det skall finnas möjligheter till forsknings-, kultur- och litteraturstöd på alla fem språk samt rätt för enskilda personer att använda samiska, finska och meänkieli i kontakt med myndigheter, och skyldighet att erbjuda skolundervisning och äldrevård på språken. Det sistnämnda gäller bara de geografiska områden där de tre språken har territoriell status. Förvaltningsområdena har utökats i omgångar sedan lagstiftningen kom till och sedan 2019 ingår 66 kommuner i det finska förvaltningsområdet, 25 kommuner i det samiska och åtta kommuner i förvaltningsområdet för meänkieli.
Sverige har inte ratificerat ILO:s konvention 169 om urfolks rättigheter, vilket bland annat skulle stärka samernas rätt att som ursprungsbefolkning förvalta sina traditionella marker.

## Definitionsproblemet
Att skilja folkgrupper från andra grupper är komplicerat och kontroversiellt, då man har att göra med dels utsatta och skyddsvärda grupper, dels en mångfasetterad verklighet: från ursprungsfolk som Amerikas ursprungsbefolkning och Australiens aboriginer, vars skyddade status är ett resultat av dåligt samvete för århundraden av förföljelse, till europeiska folkgrupper som exempelvis bretonerna i Frankrike, som på egen hand utvecklat sitt språk och egna kulturinstitutioner, hittills utan statligt minoritetsspråksstöd och status som nationell minoritet.[källa behövs]
Europarådets konvention skiljer mellan nationella minoriteter och senare invandrade minoriteter, liksom mellan det skydd nationella minoriteter berättigas och de insatser som görs för att förbättra invandrares situation i Europa.
I Sverige används principen om självidentifikation för att avgöra vem som tillhör en nationell minoritet.